# 服部一郎
服部 一郎（はっとり いちろう、1932年2月27日 - 1987年5月26日）は、日本の実業家。セイコーインスツルの元代表取締役社長、セイコーエプソンの初代代表取締役社長、日本国際フォーラムの初代理事長。

## 略歴
東京都出身。セイコーホールディングス創業者服部金太郎の孫。第3代社長服部正次の長男として生まれる。長野県諏訪清陵高等学校、学習院高等科を経て、東京大学法学部卒業。1954年第二精工舎（現在のセイコーインスツル）入社。その後、チューリッヒ大学、イェール大学へ留学した。
1961年第二精工舎取締役、1965年同社常務取締役、1967年同社専務取締役を経て1979年同社代表取締役社長。1980年兼務で諏訪精工舎の代表取締役社長に着任する。同社は1985年セイコーエプソンに社名変更し、初代代表取締役社長となる。
この間、1976年にはシンガポールへ同社の工場を進出させるなど、事業の国際化と多角化を牽引した。1987年初代日本国際フォーラム理事長に請われる。
船田一雄、槙原覚と交流があった。
1987年5月26日、静岡県川奈で開催された国際ロータリークラブ親善ゴルフ大会のラウンド中に倒れ、心筋梗塞のため急逝した。墓所は鎌倉霊園。
2022年6月13日、生誕90年を記念して､サンリツ服部美術館「生誕90周年記念　服部一郎コレクション名品展」が開催された。オーディオマニアでもあった。

## 栄典
従四位勲二等瑞宝章

## 著作
- 服部一郎「オールmT管3バンド電蓄の作り方」『ラジオと音響』第6巻第2号、オーム社、1952年2月、130-133頁。

共著
- 服部一郎 著「野間君の思ひ出」、鼈宮谷清松 編『野間恭一郎の思ひ出』鼈宮谷清松、東京、1938年（昭和13年）、73頁-（コマ番号0051.jp2）頁。doi:10.11501/1029620。全国書誌番号:44011281。
- 服部一郎 ほか 著、故槙原覚氏追悼録編纂委員会 編『槙原覚君の憶出』故槙原覚氏追悼録編纂委員会、東京、1943年、148頁（コマ番号0093.jp2）頁。doi:10.11501/1052301。全国書誌番号:44038098。
  - 水産部時代「槇原君の『貴き投資』」148頁（コマ番号0093.jp2）
  - 会社関係その他「槇原君の秀れた手腕と人格」182頁-（コマ番号0110.jp2）
  - ロンドン在勤者が語る槇原氏の横顏（座談会）、服部一郎、196頁-（コマ番号0117.jp2）
- 船田一雄氏記念刊行会 編「〈追想〉28 船田さんの思い出」『船田一雄』東京、1953年、p293 （コマ番号0210.jp2）頁。doi:10.11501/2974699。全国書誌番号:53016120。
- 大来 佐武郎「バイ・アメリカン以外にも途はある（経済摩擦解消への処方箋〈特集〉）」『中央公論』第100巻第6号、中央公論新社、1985年6月、64-73頁、ISSN 0529-6838。

### 注
1. ↑  第二精工舎は1983年にセイコー電子工業に社名変更。